# Libertatea
Libertatea en français : « La liberté » est un journal roumain publié à Bucarest. C'est le premier journal à paraître après la révolution roumaine.

## Histoire
Le journal a été lancé en 1989.